# Họa mi đất mỏ dài
Pomatorhinus hypoleucos là một loài chim trong họ Timaliidae.